# کارگزار بازار سهام
کارگزار بازار سهام (به انگلیسی: Stockbroker)؛ (در ایالات متحده و کانادا)، نمایندهٔ ثبت شدهٔ سهامدار، نمایندهٔ داد و ستد (در سنگاپور)، یا به‌طور گسترده‌تر، یک کارگزار سرمایه‌گذاری، مشاور سرمایه‌گذاری، مشاور مالی، مدیر ثروت یا خبرهٔ سرمایه‌گذاری، یک کارگزار تنظیم مقرراتی شده، دلال کارگزار، یا مشاور سرمایه‌گذاری به ثبت رسیده (در ایالات متحده) است که می‌تواند خدمات مشاورهٔ مالی و مدیریت سرمایه‌گذاری را ارائه دهد و معاملات را از قبیل خرید یا فروش سهام و دیگر سرمایه‌گذاری‌ها؛ در ازای دریافت کمیسیون، حق‌العمل، یا حق‌الزحمه، برای شرکت‌کنندگان در بازار مالی انجام دهد. این می‌تواند براساس نرخی یکنواخت، درصدی از دارایی مورد معامله یا نرخ ساعتی باشد. ضابطه‌های تعیین تخصصی حرفه‌ای مشخصی وجود دارد که بر نوع سرمایه‌گذاری‌هایی که کارگزاران بازار سهام مجاز به فروش یا انجام خدماتی که ارائه می‌کنند تأثیر می‌گذارد. این تخصص‌ها شامل «مشاور مالی خبره» (Chartered)، «برنامه‌ریز مالی معتبر» یا «تحلیلگران مالی خبره» (در ایالات متحده آمریکا)، «متخصصان ثروت استراتژیک خبره» است. (در کانادا): «برنامه ریزان مالی خبره»، (در انگلستان): «کارشناسی ارشد مدیریت بازرگانی». سازمان تنظیم مقررات صنعت مالی ابزاری به‌صورت آنلاین را ارائه داده‌است که برای کمک به درک نام‌های حرفه‌ای در ایالات متحده طراحی شده‌است.